# Home check-in
Home Check In é uma modalidade de registro de entrada que é oferecida como uma comodidade aos passageiros de companhias aéreas. Ao invés de comparecer mais cedo ao aeroporto (1 hora para voos domésticos e 2 horas para voos internacionais), uma empresa da Companhia ou sua parceira (terceirizada) vai até à casa ou o escritório do cliente, confirma antecipadamente o check in mediante documentos, sela as malas e as leva para serem despachadas no voo programado.
Para obter o serviço, é preciso verificar se a Companhia Aérea dispõe dele. Normalmente, o Home Check In deve ser solicitado com, no mínimo, 24 horas de antecedência em relação ao horário do voo.
Assim, o cliente só tem de comparecer ao balcão de embarque da Companhia para obter o bilhete de acesso, sem se preocupar com os habituais tramites de filas de espera e de ter de transportar as malas e de despachá-las por sua própria conta e risco